# Republička nogometna liga Bosne i Hercegovine 1946./47.
Republička liga Bosne i Hercegovine je bila liga drugog stupnja nogometnog prvenstva Jugoslavije u sezoni 1946./47. 
 Sudjelovalo je ukupno 9 klubova, a prvak je bio "Velež" iz Mostara. 

## Ljestvica
| mj. | klub             | ut. | pob. | ner. | por. | gol+ | gol- | bod |
| --- | ---------------- | --- | ---- | ---- | ---- | ---- | ---- | --- |
| 1.  | Velež Mostar     | 14  | 11   | 1    | 2    | 40   | 7    | 23  |
| 2.  | Torpedo Sarajevo | 14  | 11   | 0    | 3    | 43   | 21   | 22  |
| 3.  | Borac Banja Luka | 14  | 9    | 1    | 4    | 42   | 14   | 19  |
| 4.  | Čelik Zenica     | 14  | 8    | 1    | 5    | 27   | 21   | 17  |
| 5.  | Sloboda Tuzla    | 14  | 4    | 2    | 8    | 26   | 34   | 10  |
| 6.  | Bratstvo Travnik | 14  | 4    | 1    | 9    | 18   | 31   | 9   |
| 7.  | Jedinstvo Bihać  | 14  | 3    | 0    | 11   | 23   | 60   | 6   |
| 8.  | Proleter Teslić  | 14  | 2    | 1    | 11   | 14   | 32   | 5   |
|     | Udarnik Sarajevo | 8   | 4    | 1    | 3    | 20   | 21   | 9   |

- sezonu su započela dva kluba iz Sarajeva - "Sloboda" i "Udarnik" koji su se krajem 1946. goodine spojili u "Torpedo", koji je preuzeo "Slobodine" rezultate
- "Velež" i "Torpedo" su se plasirali u Savezni kvalifikacijski kup, za ulazak u 1. saveznu ligu.

## Rezultatska križaljka
| kratica | klub                         | BOR | BRA | ČEL | JED | PRO | SLOT | TOR | VEL | UDA |
| --- | ---------------------------- | --- | --- | --- | --- | --- | ---- | --- | --- | --- |
| BOR | Borac Banja Luka             |     |     |     |     |     |      |     |     |     |
| BRA | Bratstvo Travnik             |     |     |     |     |     |      |     |     |     |
| ČEL | Čelik Zenica                 |     |     |     |     |     |      |     |     |     |
| JED | Jedinstvo Bihać              |     |     |     |     |     |      |     |     |     |
| PRO | Proleter Teslić              |     |     |     |     |     |      |     |     |     |
| SLOT | Sloboda Tuzla                |     |     |     |     |     |      |     |     |     |
| TOR | Torpedo / Sloboda (Sarajevo) |     |     |     |     |     |      |     |     |     |
| VEL | Velež Mostar                 |     |     |     |     |     |      |     |     |     |
| UDA | Udarnik Sarajevo             |     |     |     |     |     |      |     |     |     |
| |                              |     |     |     |     |     |      |     |     |     |
| podebljan rezultat - utakmice od 1. do 9. kola (1. utakmica između klubova) rezultat normalne debljine - utakmice od 10. do 18. kola (2. utakmica između klubova) rezultat nakošen - nije vidljiv redoslijed odigravanja međusobnih utakmica iz dostupnih izvora rezultat nakošen i smanjen * - iz dostupnih izvora nije uočljiv domaćin susreta prekrižen rezultat - poništena ili brisana utakmica p - utakmica prekinuta 3:0 p.f. / 0:3 p.f. - rezultat 3:0 bez borbe n.i. - nije igrano |                              |     |     |     |     |     |      |     |     |     |

 Izvori: 